# فلويد (فيرجينيا)
فلويد (بالإنجليزية: Floyd, Virginia)‏ هي بلدة أمريكية تقع في الولايات المتحدة في مقاطعة فلويد (فيرجينيا). يقدر عدد سكانها بـ 432 نسمة ومساحتها 1.2 كم2 وترتفع عن سطح البحر 760 متر.

## التركيبة السكانية
حدّد مكتب تعداد الولايات المتحدة بيانات التركيبة السكانية لفلويد في تعداد الولايات المتحدة. في ما يلي، التركيبة السكانية حسب تعدادي 2000 و2010.

### تعداد عام 2000
بلغ عدد سكان فلويد 432 نسمة بحسب تعداد عام 2000، وبلغ عدد الأسر 238 أسرة وعدد العائلات 117 عائلة مقيمة في البلدة. في حين سجلت الكثافة السكانية 366.1 نسمة لكل كيلومتر مربع (948.2/ميل2). وبلغ عدد الوحدات السكنية 264 وحدة بمتوسط كثافة قدره 223.7 لكل كيلومتر مربع (579.4/ميل2).
وتوزع التركيب العرقي للبلدة بنسبة 93.29% من البيض و4.63% من الأمريكيين الأفارقة و0.23% من الأمريكيين ذوي الأصول الآسيوية و0.23% من سكان جزر المحيط الهادئ و0.69% من الأعراق الأخرى و0.93% من عرقين مختلطين أو أكثر و0.69% من الهسبانيون أو اللاتينيون من أي عرق.
بلغ عدد الأسر 238 أسرة كانت نسبة 20.6% منها لديها أطفال تحت سن الثامنة عشر تعيش معهم، وبلغت نسبة الأزواج القاطنين مع بعضهم البعض 34% من أصل المجموع الكلي للأسر، ونسبة 12.6% من الأسر كان لديها معيلات من الإناث دون وجود شريك،  بينما كانت نسبة 2.5% من الأسر لديها معيلون من الذكور دون وجود شريكة وكانت نسبة 50.8% من غير العائلات. تألفت نسبة 49.6% من أصل جميع الأسر من عدة أفراد يعيشون في نفس المنزل ونسبة 31.1% كانت تتألف من شخص يعيش بمفرده يبلغ من العمر 65 عاماً أو أكثر. وبلغ متوسط حجم الأسرة المعيشية 1.82، أما متوسط حجم العائلات فبلغ 2.57.
بلغ العمر الوسطي للسكان 48.4 عاماً. وكانت نسبة 18.5% من القاطنين تحت سن الثامنة عشر، وكانت نسبة 4.6% بين الثامنة عشر والرابعة والعشرين عاماً، ونسبة 22.7% كانت واقعةً في الفئة العمرية ما بين الخامسة والعشرين والرابعة والأربعين عاماً، ونسبة 23.4% كانت ما بين الخامسة والأربعين والرابعة والستين، ونسبة 30.8% كانت ضمن فئة الخامسة والستين عاماً فما فوق. يوجد لكل 100 أنثى 70.8 ذكر، ويوجد لكل 100 أنثى في الثامنة عشر من عمرها فما فوق 66.0 ذكر.
بلغ متوسط دخل الأسرة في البلدة 25,781 دولارًا، أما متوسط دخل العائلة فبلغ 40,938 دولارًا. وكان متوسط دخل الذكور 27,232 دولارًا مقابل 19,464 دولارًا للإناث. وسجل دخل الفرد الخاص بالبلدة 23,557 دولارًا. وكانت نسبة 10.4% من العائلات ونسبة 13.2% من السكان تحت خط الفقر، وكان من هؤلاء نسبة 10.1% تحت سن الثامنة عشر ونسبة 16.9% في الخامسة والستين من العمر وما فوق.

## معرض صور

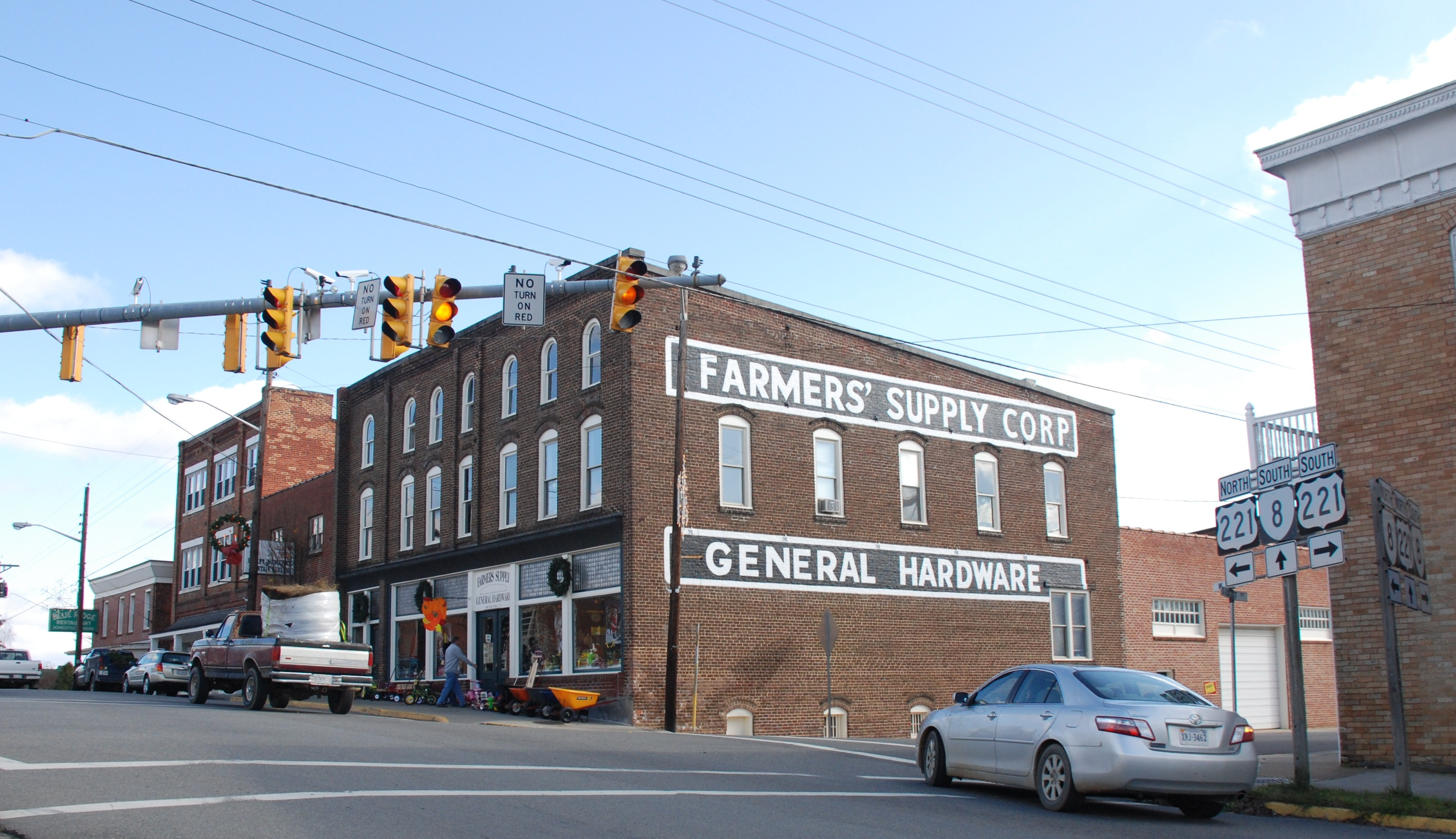
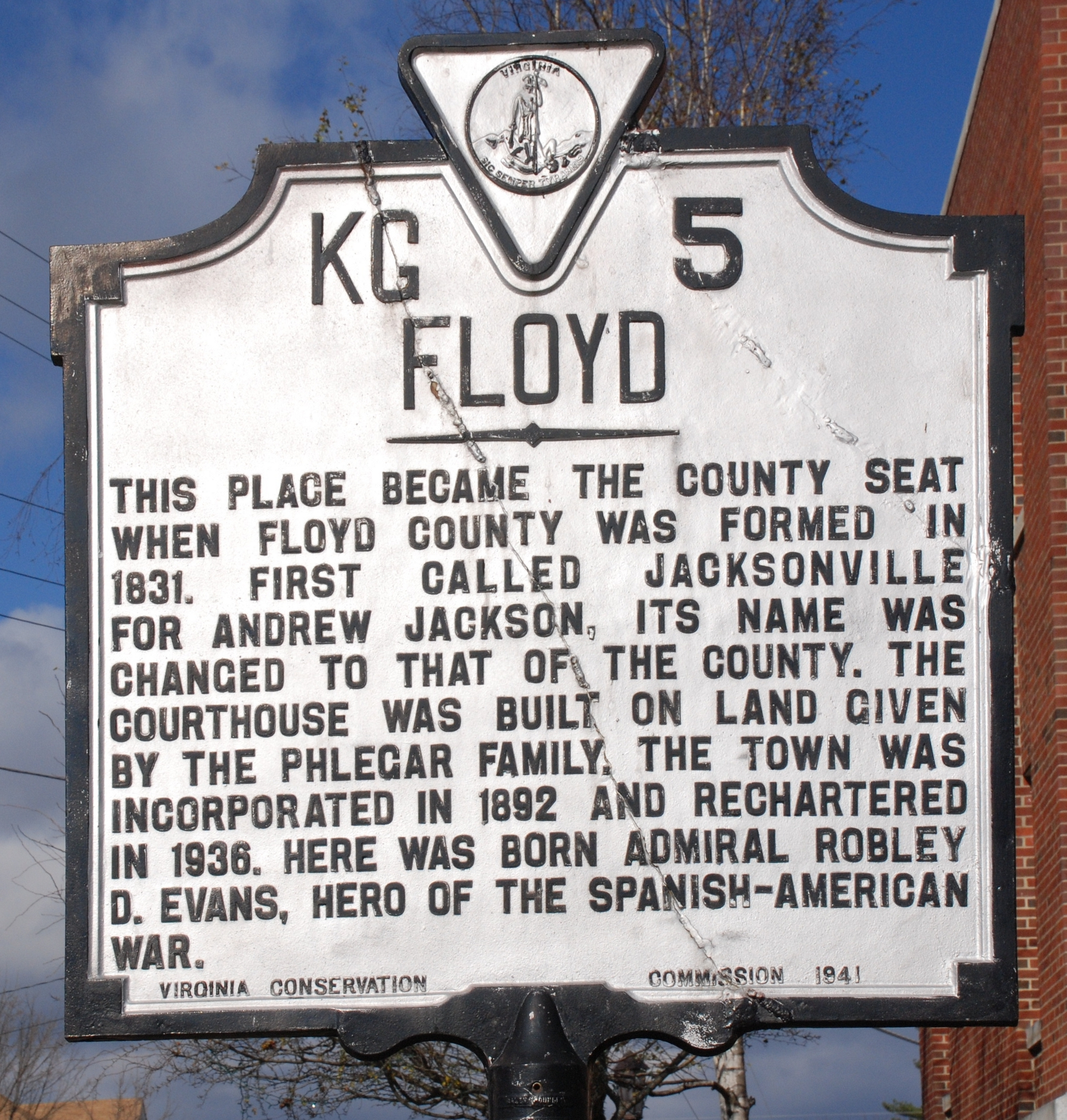
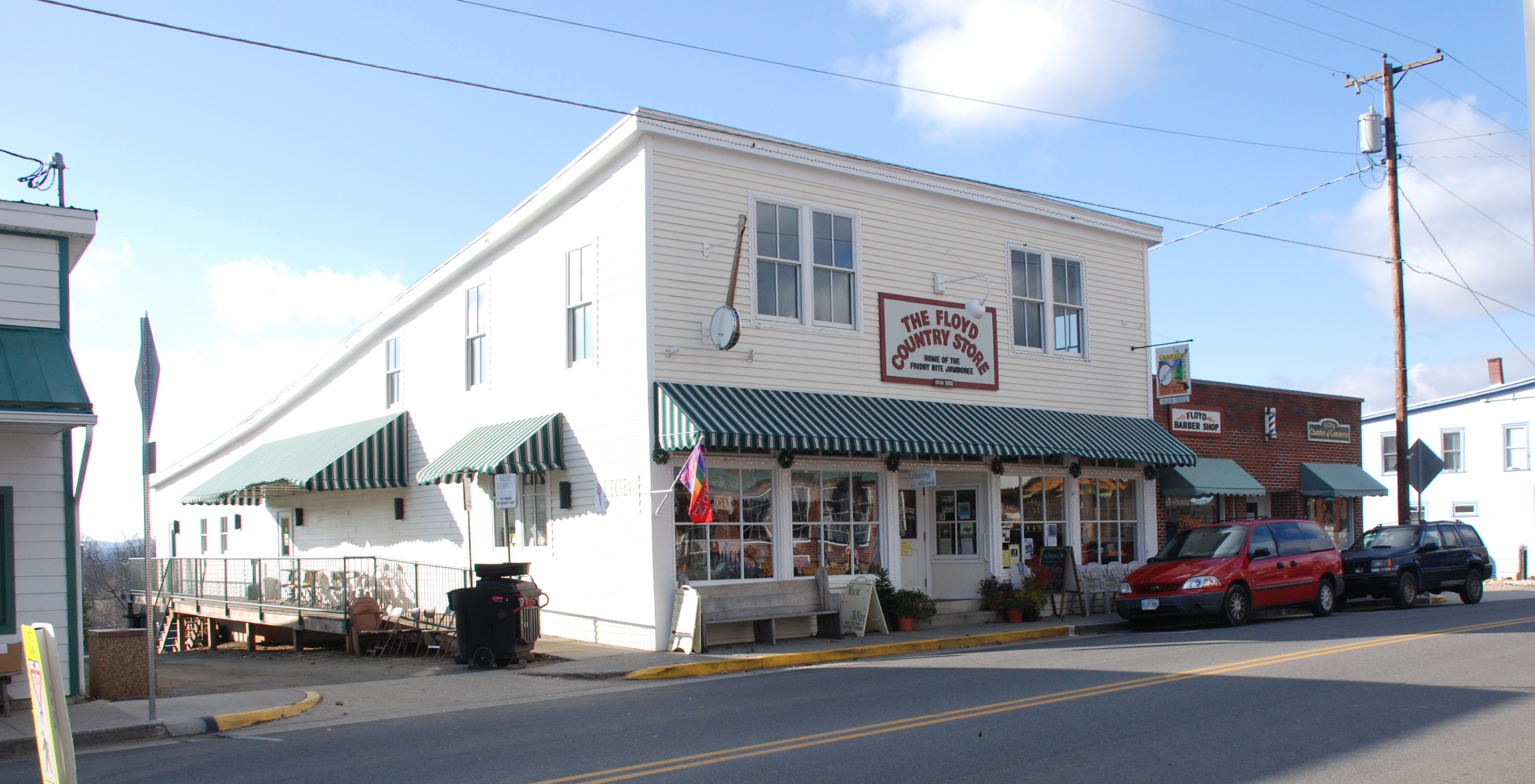

### تعداد عام 2010
بلغ عدد سكان فلويد 425 نسمة بحسب تعداد عام 2010، وبلغ عدد الأسر 228 أسرة وعدد العائلات 111 عائلة مقيمة في البلدة. في حين سجلت الكثافة السكانية 360.2 نسمة لكل كيلومتر مربع (932.9/ميل2). وبلغ عدد الوحدات السكنية 277 وحدة بمتوسط كثافة قدره 234.7 لكل كيلومتر مربع (607.9/ميل2).
وتوزع التركيب العرقي للبلدة بنسبة 94.12% من البيض و3.53% من الأمريكيين الأفارقة و0.47% من الأمريكيين الأصليين و0.47% من الأمريكيين ذوي الأصول الآسيوية و1.41% من عرقين مختلطين أو أكثر و6.35% من الهسبانيون أو اللاتينيون من أي عرق.
بلغ عدد الأسر 228 أسرة كانت نسبة 19.7% منها لديها أطفال تحت سن الثامنة عشر تعيش معهم، وبلغت نسبة الأزواج القاطنين مع بعضهم البعض 32.9% من أصل المجموع الكلي للأسر، ونسبة 12.3% من الأسر كان لديها معيلات من الإناث دون وجود شريك،  بينما كانت نسبة 3.5% من الأسر لديها معيلون من الذكور دون وجود شريكة وكانت نسبة 51.3% من غير العائلات. تألفت نسبة 47.4% من أصل جميع الأسر من عدة أفراد يعيشون في نفس المنزل ونسبة 21.1% كانت تتألف من شخص يعيش بمفرده يبلغ من العمر 65 عاماً أو أكثر. وبلغ متوسط حجم الأسرة المعيشية 1.86، أما متوسط حجم العائلات فبلغ 2.61.
بلغ العمر الوسطي للسكان 48.4 عاماً. وكانت نسبة 17.6% من القاطنين تحت سن الثامنة عشر، وكانت نسبة 4.7% بين الثامنة عشر والرابعة والعشرين عاماً، ونسبة 21.4% كانت واقعةً في الفئة العمرية ما بين الخامسة والعشرين والرابعة والأربعين عاماً، ونسبة 30.8% كانت ما بين الخامسة والأربعين والرابعة والستين، ونسبة 25.4% كانت ضمن فئة الخامسة والستين عاماً فما فوق. وتوزع التركيب الجنسي للسكان بنسبة 47.3% ذكور و52.7% إناث.